# Algemeen Ziekenhuis Sint-Maarten
AZ Sint-Maarten is een groot regionaal ziekenhuis in Mechelen met 643 hospitalisatiebedden (ca. 50% bedden in eenpersoonskamers), 120 plaatsen daghospitalisatie en een sterk uitgebouwde raadplegingsactiviteit (polikliniek) en onderzoeksafdelingen. Het ziekenhuis levert alle basisdiensten en hooggespecialiseerde geneeskunde. AZ Sint-Maarten bedient een ruime regio rond Mechelen, die zich uitstrekt van Ranst tot Zemst en van Londerzeel tot Heist-op-den-Berg.
AZ Sint-Maarten maakt, samen met een twintigtal andere gezondheidszorg- en welzijnsinstellingen, deel uit van de vzw Emmaus.

## Historiek
Het AZ Sint-Maarten ontstond op 1 januari 1999 uit de fusie tussen het AZ Sint-Jozef te Mechelen en het AZ Sint-Elisabeth en Sint-Maarten zelf. Deze fusie was ook de aanleiding tot de oprichting van Emmaüs. Op 30 juni 2006 kwam ook de Mechelse campus van het Dodoensziekenhuis (de latere campus Zwartzustersvest) bij AZ Sint-Maarten.
Tot 15 oktober 2018 telde het ziekenhuis drie campussen, namelijk Leopoldstraat (vlak bij het station Mechelen), Rooienberg (vlak bij het station Duffel) en Zwartzustersvest (vlak bij het station Mechelen-Nekkerspoel). In oktober 2013 begonnen de werken aan een nieuw ziekenhuis gelegen aan de R6. Deze nieuwe campus brengt de drie oude campussen samen in één ziekenhuis. Het nieuwe AZ Sint-Maarten opende haar deuren op 15 oktober 2018.
In het kader van de ziekenhuishervorming onder minister van Volksgezondheid Maggie De Block richtte het Imeldaziekenhuis in Bonheiden in 2017 een netwerk op samen met het AZ Sint-Maarten en het Heilig Hartziekenhuis Lier waarin de drie ziekenhuizen nauwer zullen samenwerken. Ook het AZ Jan Portaels behoort tot het netwerk, dat de naam Briant draagt.